# ヘイゼル・ホッチキス・ワイトマン
ヘイゼル・ホッチキス・ワイトマン（Hazel Hotchkiss Wightman, 1886年12月20日 - 1974年12月5日）は、アメリカ・カリフォルニア州ヒールスバーグ出身の女子テニス選手。フルネームは Hazel Virginia Hotchkiss Wightman （ヘイゼル・バージニア・ホッチキス・ワイトマン）という。1910年代から1920年代の全米選手権で活躍し、4大大会で女子シングルス4勝、女子ダブルス7勝、混合ダブルス6勝の計17勝を挙げた選手である。

## 来歴
ホッチキスは1909年から1911年まで3年連続で全米選手権女子シングルス、ダブルス、混合ダブルスの3冠を達成した。
1912年2月、25歳で結婚した。結婚後は夫の姓を併用してヘイゼル・ホッチキス・ワイトマンと名乗るようになった。1915年全米選手権でシングルスは決勝でモーラ・マロリーに敗れたが、ダブルスと混合ダブルスで優勝した。
1924年パリ五輪に37歳で出場した。女子ダブルスはヘレン・ウィルスと組み決勝でイギリスのフィリス・コベル＆キティ・マッケイン組を 7-5, 8-6 で破り金メダルを獲得した。リチャード・ウィリアムズと組んだ混合ダブルスも 同じアメリカのビンセント・リチャーズ＆マリオン・ジェサップ組を 6-2, 6-3 で破り2冠に輝いた。
ホッチキス・ワイトマンは1957年に国際テニス殿堂入りを果たした。1974年12月5日、マサチューセッツ州ニュートンにて87歳で亡くなった。

## 主な優勝
- ウィンブルドン選手権　女子ダブルス：1勝（1924年）
- 全米選手権　女子シングルス：4勝（1909年-1911年・1919年）／女子ダブルス：6勝（1909年-1911年・1915年・1924年・1928年）／混合ダブルス：6勝（1909年-1911年・1915年・1918年・1920年）
- 1924年パリ五輪　女子ダブルス・混合ダブルス金メダル

| 年     | 大会       | 対戦相手                     | 試合結果       |
| ------ | ---------- | ---------------------------- | -------------- |
| 1909年 | 全米選手権 | モード・バーガー＝ウォラック | 6-0, 6-1       |
| 1910年 | 全米選手権 | ルイーズ・ハモンド           | 6-4, 6-2       |
| 1911年 | 全米選手権 | フローレンス・サットン       | 8-10, 6-1, 9-7 |
| 1919年 | 全米選手権 | マリオン・ジンダースタイン   | 6-1, 6-2       |